# All Girls Are the Same
Az All Girls Are the Same Juice Wrld amerikai rapper többszörös platina-minősítésű dala. 2018. április 13-án adták ki Juice Wrld Goodbye & Good Riddance című bemutatkozó albumának első kislemezes dalaként. A szám videoklipje már februárban megjelent. A Billboard Hot 100 slágerlistán a legjobb helyezése a 41. volt.
A dal hivatalos remixében szerepel Lil Yachty amerikai rapper, aki először 2018 márciusának mutatott meg egy részletet az együttműködésről Instagram oldalán. 2018. június 25-én, amikor Lil Yachty feltöltötte a dalt a SoundCloud-ra, a szerzői jogi okok miatt azonnal törölték. A rajongóknak azonban sikerült letölteniük a dalt annak eltávolítása előtt, és azóta elérhető YouTube-on.

## Listás helyezések
| Slágerlista (2018–2019)                   | Legjobb helyezés |
| ----------------------------------------- | ---------------- |
| Ausztrália (ARIA)                         | 98               |
| Kanada (Canadian Hot 100)                 | 54               |
| Svédország (Sverigetopplistan Heatseeker) | 3                |
| Egyesült Királyság (UK Singles Chart)     | 79               |
| US Billboard Hot 100                      | 41               |
| US Hot R&B/Hip-Hop Songs (Billboard)      | 20               |
| US Rolling Stone Top 100                  | 35               |

## Eladási adatok
| Ország                           | Minősítés  | Eladott példányszám |
| -------------------------------- | ---------- | ------------------- |
| Amerikai Egyesült Államok (RIAA) | 3x platina | 3 000 000           |
| Ausztrália (ARIA)                | platina    | 70 000              |
| Egyesült Királyság (BPI)         | ezüst      | 200 000             |
| Kanada (Music Canada)            | 2x platina | 160 000             |